# Edwin Gerhard Krebs
Edwin Gerhard Krebs (Lansing, Iowa, 6 de juny de 1918 - Seattle, Washington, 21 de desembre de 2009) fou un bioquímic i professor universitari estatunidenc guardonat amb el Premi Nobel de Medicina o Fisiologia l'any 1992.

## Biografia
L'any 1936 va iniciar els seus estudis de medicina a la Universitat d'Illinois, graduant-se el 1943 a la Universitat Washington de Saint Louis. Posteriorment s'especialitzà en bioquímica gràcies a la seva estada al laboratori de Carl i Gerty Cori. El 1948 fou nomenat professor ajudant de la Universitat de Washington, situada a Seattle, de la qual fou posteriorment catedràtic.

## Recerca científica
L'any 1953 conegué Edmond Henri Fischer, moment en el qual aquest arribà a la Universitat de Washington, amb el qual desenvolupà la seva futura recerca al voltant dels enzims del glicogen fosforilat, observant com existeix una reacció del sistema muscular que regula l'activitat d'aquests enzims. Aconseguiren definir una sèrie de reaccions que conduïen a l'activació o inactivació d'aquest enzim segons l'acció de les hormones i el calci, i descobrint en aquest procés la fosforilació reversible de les proteïnes pel qual una proteïncinasa té la capacitat de transformar un grup de fosfats des del trifosfat d'adenosina (ATP) a una proteïna.
L'any 1992 ambdós científics foren guardonats amb el Premi Nobel de Medicina o Fisiologia per descobrir com la fosforilació de les proteïnes són usades en els processos de regulació biològica.